# Vila Cova (Barcelos)
Vila Cova ist ein Ort und eine ehemalige Gemeinde (Freguesia) im nordportugiesischen Kreis Barcelos. Die Gemeinde hatte 2032 Einwohner (Stand 30. Juni 2011).
Im Zuge der Gebietsreform am 29. September 2013 wurden die Gemeinden Vila Cova und Feitos zur neuen Gemeinde União das Freguesias de Vila Cova e Feitos zusammengefasst. Vila Cova ist Sitz dieser neu gebildeten Gemeinde.